# Katedra Świętego Jakuba w Rydze
Katedra Świętego Jakuba (łot. Svētā Jēkaba katedrāle) – gotycki kościół katedralny znajdujący się w Rydze, stolicy Łotwy.
Gotycki kościół został wymieniony po raz pierwszy w dokumentach w 1225. Na początku XV wieku do kościoła dobudowano kaplicę świętego Krzyża.
W 1522 po nadejściu reformacji kościół stał się drugim protestanckim, niemieckojęzycznym kościołem Rygi. W 1523 w kościele po raz pierwszy  wygłoszono kazanie w języku łotewskim. W 1582, kiedy Ryga dostała się pod panowanie Rzeczypospolitej Obojga Narodów, kościół został przekazany jezuitom. W 1621 powrócił do luteran, kiedy wojska szwedzkie pod dowództwem króla Gustawa II Adolfa zajęły Rygę. W 1812 był wykorzystywany przez wojska napoleońskie jako magazyn żywnościowy.
W 1923 kościół został ponownie przekazany katolikom po tym jak ryska katedra stała się katedrą luterańską.

## Architektura i wyposażenie
Wieża kościoła ma wysokość 86 m.
W kościele znajdował się barokowy ołtarz z 1680 roku, obecnie zastąpiony przez nowy z 1901 roku.